# Lithobates psilonota
Lithobates psilonota är en groddjursart som först beskrevs av Webb 200.  Lithobates psilonota ingår i släktet Lithobates och familjen egentliga grodor. IUCN kategoriserar arten globalt som otillräckligt studerad. Inga underarter finns listade i Catalogue of Life.